# شرکت زامبی
شرکت زامبی (انگلیسی: Zombie company) یک اصطلاح رسانه ای برای شرکت‌هایی است که برای ادامه فعالیت‌های خود، نیاز به کمک مالی دارند، یا به شرکت‌های بدهکاری اطلاق می‌شود که قادر به بازپرداخت قرض خود می‌باشند، اما توان بازپرداخت اصل بدهی را ندارند. شرکت‌های زامبی اغلب در حالی به فعالیت خود ادامه می‌دهند، که درآمد حاصل از کسب و کار آنها پس از پوشش هزینه‌های عملیاتی و هزینه‌های ثابت، تنها کفاف پرداخت وام دریافت شده را می‌دهد، از این رو توان پرداخت اصل بدهی را نخواهند داشت. اصطلاح «شرکت زامبی» نخستین بار در دهه ۱۹۹۰ برای شرکت‌های ژاپنی که توسط بانک‌های این کشور پشتیبانی می‌شدند (در دوران معروف به "دهه از دست رفته ژاپن") بکار گرفته شد.